# José Luis Boronat
José Luis Boronat Calabuig (Castelló de Rugat, Valencia, 1939 - Valencia, 22 de marzo de 2021)fue un abogado y activista civil español.

## Biografía
Nació en la localidad valenciana de Castelló de Rugat en 1939. Trabajó como abogado y durante la Transición militó en las filas de Unión del Centro Democrático.
Desde su despacho de abogados, en el centro de Valencia, protegió a perseguidos del franquismo —entre otros, al líder del Partido Comunista, Antonio Palomares—, e impulsó el Club de Encuentro de Valencia, junto con: Iñaki Zaragüeta, Paco Puchol, Felipe Guardiola Sellés, Rita Baberá, Manuel Tarancón, Vicente Garrido, Fermín Artagoita, Benigno Camañas y Federico Moreno. Desde allí estableció complicidades para hacer posible un buen entendimiento entre las fuerzas políticas democráticas, de derecha e izquierda.Fue un firme defensor del papel de la sociedad civil y del debate como instrumento para la reflexión y el intercambio de ideas, de carácter sereno y conciliador.
A comienzos del siglo XXI, impulsó junto a la comisaría europea Benita Ferrero-Waldner la creación del Foro Jávea de Vecindad, —un espacio de debate entre Europa del Sur y el mundo árabe a ambas orillas del Mediterráneo—.También presidió el patronato de la Fundación para el Desarrollo de la Comunicación y la Sociedad (COSO) durante dos décadas.

## Homenajes
La Fundación COSO ha promovido el Premio José Luis Boronat, para recordar el legado del abogado con su trabajo por la convivencia, la educación, el debate de ideas y el pensamiento crítico. Este premio anual quiere reconocer a aquellas iniciativas, institucionales o personales, que se afanan por el desarrollo de una sociedad civil activa, empeñada en la búsqueda del bien común.